# Willem Lodewijk af Nassau-Dillenburg
Willem Lodewijk (født 13. marts 1560 i Dillenburg, død 31. maj 1620 i Leeuwarden) var greve af Nassau-Dillenburg, fra 1584 indtil sin død statholder af Frisland og senere også af provinserne Groningen (1594) og Drenthe (1596). I Frisland er han kendt under kælenavnet Us Heit (frisisk for: Vor Fader) (udtale: uus hait). Willem Lodewijk var også generalkaptajn for Frislands hær og sammen med prins Maurice af Orange øverstkommanderende for statshæren i kampen mod spanierne.
I 1906 blev en statue placeret i Leeuwarden, overfor det tidligere Stadhouderlijk Hof, til minde om Us Heit.

## Liv og gerning
Han var den ældste søn af Jan VI af Nassau-Dillenburg (Jan den Ældre eller Jan de Oude) og hans første kone Elisabeth van Leuchtenberg og dermed en nevø af William af Orange.
Willem Lodewijk spillede en vigtig rolle i krigen i årene før de tolv års trussel i Firsårskrigen sammen med sin nevø og svoger Maurits van Nassau. Han gennemførte større reformer i militæret, der bidrog til "den militære revolution" (det vil sige udviklingen en ny krigstaktik), støttet af medarbejderne Johan van den Kornput og Everard van Reyd. På den ene side sørgede han for, at soldaterne modtog deres løn med jævne mellemrum, på den anden side krævede han til gengæld den strengeste disciplin. Han var en stærk tilhænger af en aggressiv krig: i stedet for at beskytte de oprørske områder mod spanske angreb måtte oprørerne angribe de områder, der var besatte af Spanien. Sammen med Maurice brugte han krigsteknikker, der var blevet brugt af romerne mange århundreder tidligere. Til dette studerede de beskrivelserne fra de romerske taktikker af Aelianus Tacticus.
Den taktik, der kaldes Groninger Schansenkrijg (Groningen skansekrig), er særlig kendt. Groningen var kommet i spanske hænder gennem greven af Rennenbergs svigt (overløberi til fjenden), og provinsen Friesland kunne blive det næste mål. Willem Lodewijks forsøg i 1583 og 1587 på at erobre Groningen direkte fra spanierne under oberst Francisco Verdugo mislykkedes. Fra 1589 fik han der efter adgangsvejene til byen lukket en efter en, således at forsyningerne blev stoppet: først blev adgangsvejen langs floden Reitdiep lukket ved at styrke fortet De Opslag. To år senere blev befæstningen ved Delfzijlen forstærket, og nederlandske tropper blev stationeret der. I 1592 blev Steenwijk og Coevorden endeligt taget og befæstet af staterne. Endelig blev Bourtange-fæstningen bygget på den sidste adgangsvej, den til Lingen i Tyskland, på Boertange, hvorved alle adgangsveje var blevet lukkede. Desuden blev Bellingwolderzijl-skanserne, de senere Oudeschans (i Westerwolde), Leek og Zwartendijksterschans bygget for at kontrollere vejene gennem moseområderne. Huset i Ruinen (en landsby) og slottet i Wedde (i Westerwolde) blev også erobret fra spanierne og befæstet.
I 1594 blev målet med krigen nået. Den 23. juli, efter et par ugers belejring, blev byen Groningen erobret fra spanierne, og kapitulationstraktaten blev underskrevet. Byen Groningen var en del af Utrechtunionen (1579), og Willem Lodewijk blev guvernør i regionen Stad en Lande (omegnen omkring Groningen) såvel som statholder over Frisland.

## Ægteskab
Willem Lodewijk giftede sig (sandsynligvis den 22. november 1587) med sin kusine Anna van Nassau (datter af William af Orange og hans anden kone Anna af Sachsen). Ægteskabet var imod Jan de Oudes ønske på grund af William af Orange's gæld. En anden hindring var, at de var i slægt. Reformerte teologer gav imidlertid samtykke til ægteskabet. Anna modtog en årlig rente på 2.000 gulden fra sin fader. Anna blev dog hurtigt syg, og hun døde under sin første graviditet i juni 1588. Willem Lodewijk kom sig ikke efter tabet af sin kone og giftede sig ikke igen.

## Død
Efter netop at være vendt tilbage fra Holland, hvor han havde repræsenteret Frisland for femte gang, blev Willem Lodewijk ramt i maj 1620 af et slagtilfælde, hvorfra han døde. Efter seks uger, den 13. juli 1620, blev hans balsamerede krop begravet med en storhed, der ikke blev overgået i hans samtid. Adelsmænd, slægtninge, gurter, præster fra Leeuwarden, professorer og mange andre dignitarier gik med i det lange begravelsesoptog. Begravelsesprocessionen sluttede i Grote eller Jacobijnerkerk i Leeuwarden, hvor han blev begravet i krypten fra Friesche Nassaus, hvor også hans kone Anna i 1588 havde fået sit sidste hvilested. Harlingen-gravøren Pieter Feddes lavede en detaljeret tegning af begravelsesprocessionen.
Titlen Grev af Nassau-Dillenburg, som han arvede efter sin fars død i 1607, overgik til hans broder efter hans død.